# (11592) Clintkelly
(11592) Clintkelly (1995 FA7) – planetoida z grupy pasa głównego asteroid okrążająca Słońce w ciągu 3,33 lat w średniej odległości 2,23 j.a. Odkryta 23 marca 1995 roku.